# Vrachonisída Makronísi (ö i Grekland, Sydegeiska öarna, Nomós Dodekanísou, lat 37,36, long 26,75)
Vrachonisída Makronísi är en ö i Grekland.   Den ligger i prefekturen Nomós Dodekanísou och regionen Sydegeiska öarna, i den östra delen av landet, 280 km öster om huvudstaden Aten. Arean är 0,33 kvadratkilometer.
Terrängen på Vrachonisída Makronísi är platt. Öns högsta punkt är 33 meter över havet. Den sträcker sig 0,8 kilometer i nord-sydlig riktning, och 0,9 kilometer i öst-västlig riktning.